# الهيئة المصرية العامة للبترول
الهيئة المصرية العامة للبترول هي هيئة حكومية مصرية تتبع وزارة البترول والثروة المعدنية، وتعد أكبر الكيانات الخمس لقطاع البترول المصري وذراعه الطولى التي تشرف على شركات القطاع العام للبترول وتشارك في أغلب شركات القطاع المشترك مع الشركاء الأجانب.

## التشريعات المنظمة
- القانون رقم 135 لسنة 1956: بإنشاء الهيئة العامة لشئون البترول ملحقة بوزارة الصناعة.[1]
- القانون رقم 332 لسنة 1956: بإعادة إنشاء الهيئة العامة لشئون البترول ملحقة بوزارة الصناعة.[2]
- القانون رقم 167 لسنة 1958: بإعادة إنشاء الهيئة العامة لشئون البترول ملحقة بوزارة الصناعة.[3]
- القانون رقم 2344 لسنة 1959: بتعديل القانون رقم 167 لسنة 1958.[4]
- قرار رئيس الجمهورية رقم 1323 لسنة 1968: بتشكيل مجلس إدارة المؤسسة المصرية العامة للبترول.[5]
- القانون رقم 20 لسنة 1976: بإعادة إنشاء الهيئة المصرية العامة للبترول ملحقة بوزارة البترول.[6]
- قرار رئيس الجمهورية رقم 433 لسنة 1983: لكي تشرف الهيئة على شركات القطاع العام للبترول.[7]

- قرار رئيس الجمهورية رقم 164 لسنة 2007 بتشكيل مجلس إدارة الهيئة المصرية العامة للبترول.[8]

## مجلس إدارة الهيئة
طبقاً لقرار رئيس جمهورية مصر العربية رقم 164 لسنة 2007، يشكل مجلس إدارة الهيئة المصرية العامة للبترول برئاسة وزير البترول وعضوية كل من:
- وزير المالية.
- وزير الكهرباء والطاقة.
- وزير الاستثمار.
- وزير التجارة والصناعة.
- وزير الدولة للتنمية المحلية.
- رئيس هيئة مستشاري مجلس الوزراء.
- الرئيس التنفيذي للهيئة المصرية العامة للبترول.
- ثلاثة من ذوي الخبرة في أنشطة الهيئة الرئيسية من العاملين بوزارة البترول والجهات التابعة لها، يصدر بتعيينهم قرار من مجلس الإدارة بناءً على اقتراح وزير البترول.

يكون الرئيس التنفيذي للهيئة المصرية العامة للبترول الممثل القانوني للهيئة أمام القضاء والغير، وينوب عن الهيئة في إبرام وتوقيع العقود والاتفاقيات.

## نشاط الهيئة
- تتبع الهيئة العديد من الشركات التي تختلف في نشاطاتها والتي تقوم بدورها بالتنقيب وتكرير وانتاج وتسويق وتوزيع البترول والغاز الطبيعي في البلاد تحت اشراف الهيئة
- تعمل الهيئة على تنمية الثروة البترولية وحسن استغلالها وتوفير احتياجات البلاد من المنتجات البترولية المختلفة

## شركات القطاع العام التابعة
| العامة للبترول            | مصر للبترول                | النصر للبترول                          | الإسكندرية للبترول                       |
| القاهرة لتكرير البترول    | التعاون للبترول            | العامرية لتكرير البترول                | أنابيب البترول                           |
| بتروجاس الغازات البترولية | سوبك السويس لتصنيع البترول | أسيوط لتكرير البترول إشراف مالي وإداري | البتروكيماويات المصرية إشراف مالي وإداري |

## الشركات التابعة
| شركات تكرير وتصنيع البترول                                      |                                                  |                                           |                                                    |
| ميدور الشرق الأوسط لتكرير البترول                               | أنربك الإسكندرية الوطنية للتكرير والبتروكيماويات | المصرية لتكرير البترول                    | أنوبك أسيوط الوطنية لتصنيع البترول                 |
| شركات المشروعات والصيانة                                        |                                                  |                                           |                                                    |
| إنبي الهندسية للصناعات البترولية والكيماوية                     | بترومنت الإسكندرية للصيانة البترولية             | إبروم المصرية لتشغيل وصيانة المشروعات     | بتروجيت المشروعات البترولية والاستشارات الفنية     |
| صان مصر مصر للصيانة                                             | المصرية لناقلات البترول البحرية                  | المصرية لتطوير مواقع البترول              |                                                    |
| شركات منصات الحفر                                               |                                                  |                                           |                                                    |
| المصرية الصينية لتصنيع منصات حفر البترول                        | الحفر المصرية                                    |                                           |                                                    |
| شركات خطوط أنابيب البترول                                       |                                                  |                                           |                                                    |
| ميدتاب الشرق الأوسط للصهاريج وخطوط أنابيب البترول               | سوميد العربية لأنابيب البـترول                   | التيوب العربية لخطوط البترول والغاز       |                                                    |
| شركات المعدات والمهمات البترولية                                |                                                  |                                           |                                                    |
| ميجاتون العالمية لتصنيع المعدات البترولية                       | ميديليك ميدور للكهرباء                           | إيبيك العالمية لصناعة المواسير            | ايفاكو المصرية للصمامات                            |
| ميدووتر الشرق الأوسط لتكنولوجيا المياه والصرف                   | روربمبن مصر                                      | السويس لمهمات السلامة                     |                                                    |
| شركات الغاز الطبيعي                                             |                                                  |                                           |                                                    |
| غازتك المصرية الدولية لتكنولوجيا الغاز                          | كارجاس الغاز الطبيعي للسيارات                    |                                           |                                                    |
| شركات الخدمات البترولية                                         |                                                  |                                           |                                                    |
| بتروسبورت المصرية للخدمات الرياضية                              | إبسكو المصرية للخدمات البترولية                  | بتروسيف الخدمات البترولية للسلامة والبيئة |                                                    |
| خدمات البترول الجوية                                            | خدمات البترول البحرية                            | السهام البترولية                          | إنفنسيس مصر لنظم العمليات                          |
|                                                                 | سونكر لتموين السفن                               | إيجيبتكو شركة مصر لتكنولوجيا البترول      |                                                    |
| شركات البحث والاستكشاف وإنتاج البترول                           |                                                  |                                           |                                                    |
| عجيبة للبترول                                                   | مارينا للبترول                                   |                                           | العلمين للبترول                                    |
| بترو بكر (غرب بكر للبترول ودارا للبترول وشمال غرب غارب للبترول) | خالدة للبترول                                    | بتروشهد                                   |                                                    |
| ثروة للبترول                                                    | الحمرا أويل                                      | بتروسيله                                  | أبوقير للبترول                                     |
|                                                                 |                                                  | بتروسنان                                  | بتروسلام                                           |
| جابكو بترول خليج السويس                                         | سوكو السويس للزيت                                | بابيتكو بدر الدين للبترول                 | جمبيتكو جمسة للبترول و زافكو الزعفرانة للبترول     |
| بورابيتكو برج العرب للبترول                                     | بتروبل بترول بلاعيم                              | أوابكو الواحة للبترول                     | أمابيتكو أمل للبترول و بترو ويب غرب البرلس للبترول |
| نوربيتكو شمال البحرية للبترول                                   | دابيتكو جنوب الضبعة للبترول                      | بتروعلم علم الشاويش للبترول               | نالبيتكو شمال العلمين للبترول                      |
|                                                                 | ويبكو بترول الصحراء الغربية                      | مجابيتكو مجاويش للبترول إشراف مالي        | فانبيتكو الفنار للبترول                            |
| أوسوكو شقير البحرية للزيت و المنصورة للبترول                    | بتروزنيمة جنوب أبو زنيمة للبترول                 | بتروفرح                                   | بتروجلف مصر إشراف مالي و سروكو جنوب رمضان للبترول  |

## رؤساء الهيئة التنفيذيين
- صلاح الدين عبد الكريم (12 سبتمبر 2024 - حتى الآن).[9]
- علاء عبد الفتاح البطل (26 يناير 2022 - 12 سبتمبر 2024).[10]
- عابد عز الرجال (14 مارس 2017 - يناير 2022).[11][12][13]
- طارق الحديدي (7 أبريل 2016 - مارس 2017).[11][14]
- محمد المصري (15 أكتوبر 2015 - أبريل 2016).[11][15]
- طارق الملا (22 أغسطس 2013 - سبتمبر 2015).[11][16]
- طارق البرقطاوي (19 مايو 2013 - أغسطس 2013).[11][17]
- شريف هدارة (1 يناير 2013 - مايو 2013).[11][18][19]
- هاني ضاحي (20 مارس 2011 - ديسمبر 2012).[11][20]
- عبد الله غراب (2 فبراير 2010 - مارس 2011).[11][21]
- عبد العليم طه (9 يوليو 2006 - فبراير 2010).[11][22]
- إبراهيم صالح (7 أغسطس 2001 - يوليو 2006).[11][23]
- محمد طويلة (16 يونيو 2000 - أغسطس 2001).[11][24]
- عبد الخالق عياد (11 مايو 1996 - يونيو 2000).[11][25]
- مصطفى شعراوي (23 مايو 1991 - مايو 1996).[11]
- حمدي البنبي (10 نوفمبر 1988 - مايو 1991).[11]
- محمد معبد (3 أغسطس 1987 - نوفمبر 1988).[11][26]
- عبد الهادي قنديل (11 أكتوبر 1983 - أغسطس 1987).[11]
- محمد رمزي الليثي (1 أبريل 1973 - أكتوبر 1983).[11][27]
- أحمد عز الدين هلال (4 أكتوبر 1971 - أبريل 1973).[11]
- علي والي (23 مايو 1968 - أكتوبر 1971).[11]
- محمد حليم (13 سبتمبر 1967 - مايو 1968).[11]
- حسن عامر (2 نوفمبر 1966 - سبتمبر 1967).[11]
- أحمد كامل البدري (25 ديسمبر 1961 - نوفمبر 1966).[11]
- عزيز صدقي (19 مايو 1959 - ديسمبر 1961).[11]
- فتحي رزق (14 أكتوبر 1956 - مايو 1959).[11]
- محمود يونس (16 مايو 1956 - أكتوبر 1956).[11][28]